# Yeniçağ, Samandağ
Yeniçağ là một xã thuộc huyện Samandağ, tỉnh Hatay, Thổ Nhĩ Kỳ. Dân số thời điểm năm 2011 là 2.422 người.